# Grand Slam Australia
Grand Slam Australia foi um evento especial de luta livre profissional de 2025, produzido pela empresa americana All Elite Wrestling (AEW). Foi o quinto evento anual do Grand Slam e ocorreu no sábado, 15 de fevereiro de 2025, no Brisbane Entertainment Centre, em Brisbane, Queensland. O evento foi transmitido simultaneamente no TNT e no Max nos Estados Unidos, substituindo o programa regular de sábado da AEW, Collision. Este foi o primeiro evento da AEW na Austrália e quebrou a tradição anual do Grand Slam de ser realizado como um especial de televisão em duas partes, em setembro, no Arthur Ashe Stadium, em Nova Iorque.
Cinco lutas foram disputadas no evento. No evento principal, a australiana "Timeless" Toni Storm derrotou Mariah May para conquistar seu quarto Campeonato Mundial Feminino da AEW, estabelecendo um recorde. Em outra luta de destaque, que foi a luta de abertura, Will Ospreay e Kenny Omega derrotaram The Don Callis Family (Kyle Fletcher e Konosuke Takeshita).

## Produção

### Introdução
Grand Slam é um evento anual de wrestling profissional produzido pela promoção americana All Elite Wrestling (AEW) desde 2021. Desde seu início até 2024, o evento foi tradicionalmente realizado em final de setembro no Arthur Ashe Stadium no Boroughs de Nova Iorque de Queens. Também foi ao ar originalmente como um especial de televisão de duas partes - de 2021 a 2023, abrangeu as transmissões de Wednesday Night Dynamite e Friday Night Rampage, enquanto em 2024 foi ao ar como Dynamite e Saturday Night Collision.
Durante All In em 25 de agosto de 2024, a AEW anunciou que o quinto Grand Slam seria adiado para o início do ano, ocorrendo no sábado, 15 de fevereiro de 2025. Além disso, o evento de 2025 foi anunciado para ser transmitido via pay-per-view (PPV), reduzindo-o para uma noite, sendo realizado em Brisbane, Queensland, marcando o primeiro evento da AEW na Austrália, com o evento posteriormente denominado Grand Slam Australia. Este anúncio veio logo depois que o presidente da AEW Tony Khan confirmou que a empresa estava procurando locais para potencialmente realizar um evento na Austrália em 2025. O Suncorp Stadium foi originalmente programado para sediar o evento, mas em 25 de novembro, foi relatado que a AEW mudaria o Grand Slam, citando baixas vendas de ingressos. O novo local foi posteriormente confirmado como Brisbane Entertainment Centre.
Durante o episódio de 15 de janeiro de 2025 do Dynamite, foi confirmado que o Grand Slam Australia seria transmitido em 15 de fevereiro às 20h00, horário padrão do leste (ET), com atraso na gravação, substituindo o Collision, e transmitido simultaneamente no TNT e no Max nos EUA. No entanto, devido a um conflito de programação com a cobertura anual do NBA All-Star Weekend do TNT, o Grand Slam Australia foi transmitido após a cobertura do All-Star (que foi programada para terminar às 22h30, ET). De acordo com Khan, a oportunidade de transmitir o Grand Slam Australia após a cobertura do All-Star foi oferecida à AEW pela Warner Bros. Discovery, a empresa mãe do TNT e Max.
Houve confusão entre os fãs sobre se o Grand Slam Australia seria um evento ao vivo de pay-per-view (PPV): de acordo com Khan, o show sempre foi planejado para ser um especial de televisão. Ele também afirmou que produzir um PPV ao vivo de Brisbane seria desafiador, pois muitos espectadores dos EUA não estariam dispostos a assistir ao evento ao vivo devido à diferença de horário: o show foi filmado às 17h30, horário padrão da Austrália Oriental (2h30 da manhã, ET). Essa série de eventos gerou reações negativas entre alguns fãs presentes, que se sentiram enganados por acreditar que o Grand Slam Australia seria um evento maior, citando sua apresentação original, enquanto fãs que viajaram relataram custos elevados e a falta de opções de reembolso devido à mudança de local do show.

### Rivalidades
O Grand Slam Australia apresentou combates de luta livre profissional que envolveram diferentes lutadores de rivalidades preexistentes e enredos de histórias. As histórias foram produzidas nos programas semanais de televisão da AEW, Dynamite e Collision.
No episódio de 10 de julho de 2024 do Dynamite, Mariah May, protegida da então campeã mundial feminina da AEW, "Timeless" Toni Storm, venceu o Torneio Owen Hart Foundation, garantindo uma oportunidade de disputa pelo título contra Storm. Imediatamente após vencer o torneio, May traiu Storm e a derrotou no All In pelo título. Após perder o cinturão, Storm entrou em hiato por quase quatro meses. Ela retornou em 11 de dezembro no Dynamite: Winter is Coming, reprisando sua persona de "Rockstar", e agiu como se estivesse fazendo sua estreia na AEW. No Dynamite: Maximum Carnage, Storm venceu uma luta Casino Gauntlet para garantir uma nova oportunidade de disputar o título contra May. No Collision: Homecoming em 25 de janeiro de 2025, durante um confronto cara a cara com May, Storm revelou que sua reprise da persona "Rockstar" foi uma farsa e que ela havia sido "Timeless" o tempo todo.

## Resultados
| Nº                                          | Resultados                                                                                                   | Estipulações                                            | Tempo |
| ------------------------------------------- | --- | ------------------------------------------------------- | ----- |
| 1                                           | Will Ospreay e Kenny Omega derrotaram The Don Callis Family (Kyle Fletcher e Konosuke Takeshita)             | Luta de duplas                                          | 23:50 |
| 2                                           | Mercedes Moné (c) derrotou Harley Cameron                                                                    | Luta individual pelo Campeonato TBS da AEW              | 12:45 |
| 3                                           | Death Riders (Jon Moxley e Claudio Castagnoli) (com Marina Shafir) derrotaram Cope e Jay White por submissão | Brisbane Brawl                                          | 14:40 |
| 4                                           | Kazuchika Okada (c) derrotou Buddy Matthews                                                                  | Luta individual pelo Campeonato Continental da AEW      | 13:25 |
| 5                                           | "Timeless" Toni Storm (com Luther) derrotou Mariah May (c)                                                   | Luta individual pelo Campeonato Mundial Feminino da AEW | 15:10 |
| (c) – Refere-se aos campeões antes da luta. | |                                                         |       |